# Polietileno de densidad media
El polietileno de densidad media (MDPE) es un tipo de polietileno definido por un rango de densidad de 0,926 a 0,940 g/cm3. Es menos denso que el HDPE, que es más común.
El MDPE se puede producir con catalizadores de cromo/sílice, catalizadores de Ziegler-Natta o catalizadores de metaloceno. MDPE tiene buenas propiedades de resistencia a golpes y caídas. También es menos sensible a las muescas que el HDPE. La resistencia al agrietamiento por tensión es mejor que la del HDPE. El MDPE se usa típicamente en tuberías y accesorios de gas, sacos, películas retráctiles, películas de embalaje, bolsas de transporte y cierres de rosca. 
En el Reino Unido, el MDPE negro (o azul) se usa para tuberías de agua y aguas residuales, se lo denomina 'black alkathene'.